# Radio Continental

Radio Continental est une station de radio argentine fondée le 28 septembre 1969.
Elle est considérée comme l'une des radios les plus puissantes du pays. Elle émet en AM (590 kHz) depuis ses studios situés à Buenos Aires. De 2005 à 2021 il a appartenu au Grupo Latino de Radio, qui appartient au groupe espagnol Prisa. Depuis 2021, la radio fait partie du Groupe Santamartah.

## Programmation
Les  programmes suivants appartiennent à la grille du lundi au vendredi :
- Primera hora, avec Daniel López. De 5 à 6.

- Pulso Continental, avec Eduardo Serenellini. De 6 à 10.

- Bonadeo en su salsa', avec Gonzalo Bonadeo. De 10 à 13.

- Bravo.Continental, avec Fernando Bravo. De 13 à 17.

- Elijo creer, avec Juan Manuel Varela et son équipe. De 17 à 19.

- Sacá del Medio, programme sportif présenté par Hernán Castillo. De 19 à 21.

- Ventana Abierta, avec Diego Corbalan. De 21 à 23.

- Las Últimas dos, avec Gabriel Ruocco. De 23 à 1.

- Ya fué, avec Gaston Ibañez. De 1 à 2.

- Trasnoche Continental, avec Germán Caballero. De 2 à 5.

## LeSIC
Le Servicio Informativo Continental, plus connu sous le nom de SIC, est un bulletin d'information diffusé toutes les 30 minutes. 